# دانشگاه آزاد اسلامی واحد ارسنجان
دانشگاه آزاد اسلامی ارسنجان از واحدهای دانشگاه آزاد اسلامی در شهر ارسنجان است. این دانشگاه در رتبه‌بندی وبومتریکس ۲۰۲۰ پنجمین واحد دانشگاه آزاد برتر استان فارس (پس از شیراز، مرودشت، جهرم و نورآباد) است و در دوازدهم اردیبهشت ماه ۱۳۶۶ به پیشنهاد دکتر محمد حسین اسکندری و با همت مرحوم حسین رضایی و دیگر معتمدین  تأسیس گردید. با اولین پذیرش دانشجو که سال ۱۳۶۶ انجام شد، ۱۶۰ دانشجو در دو رشته تحصیلی وارد دانشگاه شدند. برای اولین بار ریاست دانشگاه آزاد ارسنجان را دکتر ناظم السادات بر عهده گرفتند.
تعداد دانشجویان این دانشگاه ۱۶۵۸ نفر در ۸۴ رشته در مقاطع مختلف تحصیلی از کاردانی تا دکتری می‌باشد و ۶۲ نفر هیئت علمی تمام وقت واحد ۸۹ کارمند مسوولیت‌های آموزشی و اداری را بر عهده دارند است.

## رشته‌های کنونی

### کاردانی
- نقشه‌کشی معماری
- مکانیک خودرو
- مربی کودک
- کامپیوتر_نرم‌افزار
- ساختمان_کارهای ساختمان
- علمی کاربردی حسابداری

### کارشناسی
- مهندسی رباتیک
- مامایی
- پرستاری
- اتاق عمل
- مهندسی برق قدرت
- آموزش و پرورش ابتدایی
- مهندسی هسته‌ای
- مهندسی هسته‌ای_مهندسی رآکتور
- تربیت بدنی
- روانشناسی
- زبان و ادبیات فارسی
- زیست‌شناسی
- علوم تربیتی
- فیزیک اتمی
- مهندسی عمران
- مهندسی کشاورزی
- مهندسی معماری
- مهندسی مکانیک
- مهندسی منابع طبیعی

### کارشناسی ارشد
- روان‌شناسی بالینی
- روان‌شناسی عمومی
- روان‌شناسی اسالمی مثبت گرا
- روان‌شناسی صنعتی سازمانی
- روان‌شناسی ورزشی
- زبان و ادبیات فارسی
- آموزش و پرورش ابتدایی
- آموزش و پرورش پیش دبستانی
- علوم ورزشی
- مدیریت آموزشی
- آموزش و بهسازی منابع انسانی
- مدیریت ورزشی
- رویدادهای ورزشی
- مشاوره و توانبخشی
- ژنتیک مولکولی
- میکروبیولوژی
- ژنتیک
- علوم جانوری
- فیزیولوژی جانوری
- فیزیک هسته ای
- فیزیک پرتوپزشکی
- عمران -سازه هیدرولیکی
- مکانیک – طراحی کاربردی
- مهندسی فضای سبز
- اقتصاد کشاورزی
- اگرونومی
- مرتعداری
- آبخیزداری
- همزیستی با بیابان

### دکتری
- روان‌شناسی عمومی
- زراعت – فیزیولوژی زراعی
- ژنتیک مولکولی
- زیست‌شناسی – فیزیولوژی[۳]